# غريغ بالارد (كرة سلة)
غريغ بالارد (بالإنجليزية: Greg Ballard)‏ مواليد 29 يناير 1955 في لوس أنجلوس - الوفاة 09 نوفمبر 2016، كان لاعب كرة سلة أمريكي أصبح مدرباً. بدأ مسيرته الاحترافية في سنة 1977. تم اختياره من قبل فريق واشنطن ويزاردز خلال الدرافت. بلغ طوله 6 قدم 7 بوصة (2.0 م). اعتزل اللعب في 1989. فاز بلقب دوري إن بي إيه.

## المسيرة الاحترافية
لعب مع واشنطن ويزاردز من سنة 1977 إلى 1985، ثم لعب مع غولدن ستايت ووريورز من سنة 1985 إلى 1987، ثم لعب مع فيكتوريا يبرتاس بيزارو في الدوري الإيطالي في موسم 1987–1988، ثم لعب مع سياتل سوبرسونيكس في سنة 1989.

## روابط خارجية
- غريغ بالارد على موقع إن بي أي (الإنجليزية)
- غريغ بالارد على موقع سبورتس رفرنس (الإنجليزية)
- غريغ بالارد على موقع كلية كرة السلة في سبورتس رفرنس.كوم (الإنجليزية)
- غريغ بالارد على موقع ريلجم (الإنجليزية)
- غريغ بالارد على موقع بروبوليرز (الإنجليزية)
- غريغ بالارد على موقع سبورتس رفرنس (الإنجليزية)